# Sandskogen
Sandskogen est une localité de Suède dans la commune de Kävlinge en Scanie.
Sa population était de 725 habitants en 2019.